# Bruno Zago
Bruno Zago (Capodistria, 2 dicembre 1919 – ...) è stato un calciatore italiano, di ruolo centrocampista.